# Hockey Club Draghi Torino
L'Hockey Club Draghi Torino è stato fondato nel 1967. Fino al 1998 ha praticato l'hockey su pista e dal 1996 anche l'hockey in-line.

## Cronistoria

### Hockey su pista
- 1966: Inizio attività di insegnamento del pattinaggio e propedeutica all'hockey
- 1968: Fondazione della Società ed affiliazione alla F.I.H.P.- Federazione Italiana Hockey e Pattinaggio. Attività amatoriale

#### Hockey a rotelle
- 1968	
  - Torneo di Vercelli - junior: 4º
  - Torneo di Alessandria - junior: 4º
  - Torneo di Torino - junior: 3º
- 1969		
  - Serie C - girone A: 5º
  - Coppa Italia Serie C - girone A: 5º
  - Campionato regionale allievi: 1º
  - Semifinali nazionali allievi a Bologna: 2º
- 1970		
  - Serie C- girone A: 4º
  - Allievi - girone regionale: 2º
  - Alessandria - Trofeo Melchionni senior: 3º
  - Busto Arsizio -Trofeo Carimati senior: 2º
- 1971

.SERIE C					4º		
.Lodi - torneo allievi			1º
.Allievi - girone regionale		1º
.ALLIEVI - semifinali nazionali a Lodi	2º
- 1972		Hockey a rotelle

Vercelli -Torneo senior		3º
SERIE C 	 2º spareggio con Edera Grado 6-3 promossi in Serie B
JUNIORES	 1º campionato interregionale/2º finale campionato italiano
ALLIEVI				2º 	campionato interregionale
Milano - Torneo allievi		2º	
Seregno -torneo Allievi		1º
- 1973		Hockey a rotelle

SERIE B				6º
Vercelli - torneo senior	3º
Juniores- semifinali nazionali 	3º	
Seregno -Torneo Juniores	1º
Novara - Torneo allievi		1º
- 1974		Hockey a rotelle

SERIE C				1º		
Lodi - torneo juniores		1º
- 1975		Hockey a rotelle

SERIE B				6º		
- 1976		Hockey a rotelle

SERIE B				6º
Vercelli -torneo senior		2º
Montreux- torneo internazionale senior	2º		
- 1977		Hockey a rotelle

SERIE C				1º	rinuncia alla Serie B		
- 1978		Hockey a rotelle

SERIE C				2º		
- 1979		Hockey a rotelle

SERIE C				3º
- 1980		Hockey a rotelle			rinuncia all'attività
- 1981/82	Hockey a rotelle

SERIE D				3º		
- 1982/83 	Hockey a rotelle

SERIE D				2º		
- 1983/84	Hockey a rotelle

SERIE D				1º	promosso in SERIE C	
Torneo di Colonia - senior	2º
- 1984/85 	Hockey a rotelle

SERIE C				7º
ALLIEVI				7º	campionato interregionale
CADETTI				4º	campionato interregionale
Torneo gemellaggio Torino-Colonia senior	1º
1º Memorial "Pregnolato" - Vercelli -senior	1º
Torneo senior a Cremona			  2º
Torneo gemellaggio Torino-Colonia junior	1º
Torneo di Barcellona -senior	  	2º
Torneo di Barcellona - junior	  	2º
- 1985/86	Hockey a rotelle

SERIE C					6º		
Vercelli - memorial Pregnolato		1º
- 1986/87 	Hockey a rotelle

SERIE C					5º
COPPA ITALIA 				4º
ALLIEVI					4º campionato interregionale
Trofeo federale delle Province-allievi	3º
- 1987/88	Hockey a rotelle

SERIE C					5º
COPPA ITALIA				4º
Piacenza -torneo senior			2º
- 1988/89	Hockey a rotelle

SERIE C					6º
Torneo di Agrate			3º
- 1989/90	Hockey a rotelle

Grand Prix -SERIE C			3º
Torino -Memorial "M. Grosso"		2º
Trofeo "Green Park" Viareggio		2º
Torneo di Agrate			3º
Genova -Colombus Day	-senior		2º
- 1990/91	Hockey a rotelle

SERIE C					7º
Novara -Giochi della Gioventù		3º
ESORDIENTI				3º campionato interregionale
Biasca (CH)	- Torneo internazionale	3º
Lione (F) - Torneo internazionale	3º		
Genova - Colombus Day -senior		1º
- 1991/92	Hockey a rotelle

SERIE C					6º
Biasca (CH)-Torneo Internazionale senior3º
Milano - memorial "Galimberti" -senior	4º
- 1992/93	Hockey a rotelle

SERIE C					4º
Vercelli - Torneo Audaces Vercelli	5º
Roubaix (F) - Torneo internazionale	5º
Biasca (CH) - Torneo internazionale	2º
- 1993/94	Hockey a rotelle

SERIE C					5º
TORINO- Torneo 25º fondazione		3º
Torino - Memorial "M. Grosso"		1º
Chambery (F) - Coupe	Allobroges	1º
Biasca (CH) - Torneo internazionale	2º		
- 1994/95	Hockey a rotelle

SERIE C					4º
Torino.- Memorial "M.Grosso"		3ºsquadra B - 6ª squadra A
Chambery (F) - Coupe Allobroges		1º
Biasca (CH) - torneo internazionale	5º
Hockey in line
Mondiali di Chicago- Tovo Andrea portiere della nazionale italiana 7º classificato
Trofeo Bauer-fase regionale Piemonte	1º
Torneo Rollerblade - Torino -maggio 19951º
- 1995/96	Hockey a rotelle

SERIE 	B				2º
SERIE B - spareggio seconde a Follonica	3º
Torino - memorial "M.-Grosso"		2ª squadra A - 6ª squadra B
Biasca (CH) - Torneo internazionale	2º
Chambery (F) - coupe des Allobroges	1º
Hockey in line
Mondiali di Roccaraso - Andrea Tovo -portiere della nazionale italiana - 3ª classificata
Marchetti Claudio - convocato alla selezione di Viareggio
Campionato italiano - fase interregionale
HC Draghi Torino B		1º
HC Draghi Torino A		2º
Quarti di finale nazionale	2º
Semifinali nazionale -Viareggio	4º
Campionato italiano promozionale SERIE A	4º
Torino - Trofeo Bauer interregionale		1º
Monza -Finale nazionale Trofeo BAUER	  3º
Alessandria - Torneo nazionale senior		1º
- 1996/97	hockey a rotelle

SERIE B - girone A			  1º
SERIE B - finali nazionali a Gorizia	  5º
Trofeo Regionali - finali nazionali a Torino	3º
Torino - "memorial M. Grosso"		  2º
Biasca (CH) - torneo internazionale		2º
Chambery (F) - Coupe des Allobroges		1º
Hockey in line
Mondiali FIRS di Zem am See (A) - Tovo Andrea portiere della nazionale 7º classificato
Mondiali IIHF di Anheim (USA) - Marco Bosio convocato alla selezione di Appiano
Campionato italiano senior 1º Div-fase interr.	2º
Campionato italiano - playoff semifinali	4º
Campionato regionale senior			1ª squadra A - 2ª squadra B
Torino - Trofeo interregionale Bauer		1º
Torneo di Pianezza senior 26.10.97		1º
Torneo di Pianezza allievi - 26.10.97		1º
Sport City Exhibition -Milano 23.11.97 senior	1º
Sport City Exhibition -Milano 22.11.97 Elem.	2º
Sport City Exhibition -Milano 22.11.97 Medie	1º	
- 1997-98	hockey a rotelle

SERIE B - Girone A			1º
Semifinali di Torino			2º
Trofeo Regioni				1º
Coppa Lombardia				2º
Modena -Trofeo Invicta			1º
Chambery (F) - Coupe des Allobroges	1º

### Hockey in-line
Campioni d'Italia (juniores) 2003/2004 e 2004/2005
Campionesse d'Italia (femminile) 2002/2003, 2003/2004, 2007/2008, 2008/2009
- 1997-98
  - Campionato regionale	senior		1º

- Campionato italiano invernale - Bologna	4º
- Campionato italiano senior 1º Div -fase inter.	1º
- Campionato italiano senior 1º Div - semifinali	2º
- Trofeo nazionale BAUER - finali Verona	  1º
- Campionato regionale allievi			1º
- Campionato regionale juniores		  1º
- Campionato regionale primavera		  1º
- Trofeo Chambery-Torino a Chambery	all-jun	1º
- Torino - Città Torino Allievi			1º
- Torino - Città Torino Juniores		  2º
- Torino - memorial "E.Gabriele" allievi		3º
- Torino - memorial "G.Alasia" Juniores		1º
- Torino - memorial "M.Grosso" senior		1º
- Padova - 1º roller marathon			1º
- Milano - Trofeo Lupo Mannaro Under 11	  3º
- Milano - Trofeo Lupo mannaro Under 14	  3º
- Torino - finali interregionali Trofeo Bauer	1º
- Milano - semifinali nazionali Trofeo Bauer	1º
- Verona -finali nazionali Trofeo Bauer		1º
- Novara - Trofeo San Gaudenzio senior	  1º
- Chambery-21.4.98 -juniores			1º
- Chambery-21.4.98 -allievi			1º
- 1998-99

- SERIE A1				9º
- SERIE A2 - fase regionale		3º/Semifinali nazionali		3º
- Campionato regionale allievi		1º
- Campionato regionale juniores		1º
- Torino - 10.3.99 30º fondazione juniores2º
- Torino -10.3.99- 30º fondazione allievi	1º
- Torino - Grand Prix juniores	27.6.99	2ª squadra A - 4ª squadra B
- Torino - Grand Prix allievi	27.6.99	2º
- Padova - 2º roller marathon		7º
- Novi Ligure - torneo S. Caterina senior	1º
- 1999-00
  - SERIE A1				6º

- Campionato regionale allievi		1º
- Campionato regionale juniores		1º
- Torino -Memorial "E.Gabriele" allievi	2º
- Torino - Memorial "G.Alasia" juniores	5º
- 2000-01
  - SERIE A1				7º

- Padova - 3º roller marathon		3º
- Coppa Italia - quarti di finale		1º
- Coppa Italia - semifinali		1º
- Coppa Italia senior- finale nazionale Trieste	2º
- Campionato regionale Juniores		1º
- Campionato regionale Allievi		3º
- Finali campionato italiano Juniores	2º
- 5º torneo Allievi di Monza		1º
- Torneo Città di Torino senior - squadra B	1º
- Torneo Città di Torino senior - squadra A	2º
- 3º memorial Enrico Gabriele Juniores -Torino	3º
- 3º Memorial Giovanni Alasia Allievi -Torino	2º
- Torneo Allievi Agno (CH)			3º
- Mondiali senior -Spagna- Massimo Stevanoni convocato nella nazionale italiana arrivata al 4º posto.
- 2001-02

3º Trofeo Agnul senior -Trieste- sett.2001	3º
Torino - organizzazione triangolare juniores
Italia-	Francia -Slovenia -9-10 ott. 2001	3º
Campionato Italiano Serie A1 -girone A	2º
Campionato italiano Serie A1 - class.finale	5º
Campionato italiano Serie B - girone A		2º
Campionato Italiano Juniores -girone Pie-	1º
monte-Lombardia
Campionato Italiano Juniores-finali di 	4º
Viareggio	2.6.2002
Campionato Italiano Primavera -girone Piemonte-Lombardia	1º
Campionato italiano Primavera -finali di Viareggio - 2.6.2002	2º
Campionato Italiano Ragazzi- girone Piemonte-Lombardia		1º
Campionato Italiano Ragazzi - finali di Viareggio 2.6.2002	2º
Campionato Italiano Allievi - girone Piemonte -Lombardia	4º
Coppa Italia Serie A - girone A				  1º
Coppa Italia Serie A - finali di Forte dei Marmi - marzo 2002	3º
Torneo Primavera Milano 17 -febbraio 2002			2º
Torneo femminile Arezzo -aprile 2002			  2º
1º Trofeo femminile H.C. DRAGHI TORINO Pinerolo - 2.6.2002	1º
- 2002-03

Coppa Italia Serie A - girone A				1º
Finali nazionali di Arezzo 12-13 dic. 2002		3º
Campionato Serie A1 - GIR. B				5º
Campionato Interregionale Ragazzi			1º
Finali nazionali Ragazzi - Viareggio 8.6.03		2º
Campionato Interregionale allievi			2º
Finali nazionali Allievi - Viareggio 8.6.03		3º
Campionato Interregionale Primavera			7º
Campionato Interregionale Juniores			2º
Finali nazionali Juniores -Viareggio 8.6.03		5º
Campionato Nazionale Femminile-Viareggio 29.06.2003	1º	CAMPIONI D ‘ITALIA
Torneo Internazionale Trieste -23.6.03			1º
- 2003-04

Coppa Italia Serie A- Girone A				1º
Campionato italiano SERIE A1				5º Gir A
Campionato italiano Serie B-girone A			1º
Campionato interregionale Ragazzi			2º
Campionato Interregionale Allievi			3º
Campionato Interregionale Primavera			3º
Campionato Interregionale Juniores			3º
Campionato italiano Femminile-Bassano giugno 20041º CAMPIONI D ‘ITALIA
Campionato nazionale Juniores-Bassano maggio 20041º CAMPIONI D ‘ITALIA
Torneo Internazionale Riccione luglio 2004		3º
- 2004-05

Coppa Italia Serie A1-nov 2004	quarti finale		1º
Semifinali -girone A					3º
Coppa di Lega Serie B		
Semifinali-nov. 2004					1º
Finali -giugno 2005					2º
Campionato Italiano SERIE A1				7º girone A
Campionato italiano SERIE B				1º girone A-promosso Serie A2
Campionato Italiano Femminile				N.D.
Campionato Interregionale Primavera	3º
Campionato Interregionale Juniores	2º
Campionato Interregionale Ragazzi	2º
Campionato Interregionale Allievi	3º
Finali nazionali Juniores-Padova	1º CAMPIONI D ‘ITALIA
Torneo Internazionale di Riccione	6º
- 2005-06
  - Coppa Italia SERIE A1 – semifinali-Padova	3º

- Coppa di Lega SERIE B –semifinali-Vercelli	1º
- Campionato Italiano SERIE A1			5º girone A
- Campionato Italiano Serie B-girone A		2º girone A
- Campionato Interregionale Juniores		4º
- Campionato Interregionale Primavera		4º
- Coppa di Lega Serie B –finali di Agrate		3º
- 2008-09: 10ª in Serie A1; Campionato femminile: CAMPIONI D'ITALIA

## Giocatori famosi
- Christopher Bartolone

## Curiosità
Da non confondere con l'Ice Hockey Club Draghi Torino.